# Störtebekers Rache
Störtebekers Rache ist ein Kriminalhörspiel aus der Reihe des Radio-Tatorts. Die Textvorlage stammt von Matthias Wittekindt, der hier zum dritten Mal das bereits von seinem Vorgänger Frank Göhre für den Norddeutschen Rundfunk gestaltete Hamburger Ermittlerduo Kriminalhauptkommissarin Bettina Breuer und des verdeckten Ermittlers Jac Garthmann in seinem Skript fortführt. Störtebekers Rache wurde zum ersten Mal am 16. Januar 2010 ausgestrahlt. Neben den Hauptdarstellern traten mit Oliver Wnuk, Friedhelm Ptok, Julia Nachtmann, Peter Kirchberger und Ulrich Faulhaber weitere namhafte Sprecher auf.
Der vorliegende 25. Fall der Gesamtreihe und vierte Fall des Hamburger Tatorts dreht sich in erster Linie um die Unruhen im Umkreis der geplanten Elbvertiefung.

## Inhalt
Bereits zum zweiten Mal steht Jac Garthmann zu Beginn des Radio-Tatorts nicht als verdeckter Ermittler, sondern in seiner Eigenschaft als Musiker im Blick der Öffentlichkeit. Da die neue Leadsängerin seiner Band, die 19-jährige Madeleine, „Störtebeker“-Lieder gegen die geplante Elbvertiefung rappt, macht die Gruppe ungewohnte Schlagzeilen in der regionalen Presse. Zur allgemeinen Verunsicherung überfällt angeblich ein SEK der Hamburger Polizei zwei Mädchen in dem nahgelegenen Naturschutzgebiet in Hamburg-Moorburg, dort wo einst Klaus Störtebeker seine bevorzugte Anlegestelle hatte.
Als Bürgerinitiativen gegen die Elbvertiefung demonstrieren, soll die Polizei die niederländische Schiffsbagger schützen. Aber ausgerechnet Garthmann soll die ausländische Crew als V-Mann im Blick behalten, da man den Aushub vermeintlich falsch deklariert und „kostengünstig“ verklappt.
Auch Kriminalhauptkommissarin Bettina Breuer vom LKA hat ihre Probleme mit der Situation, ist doch der vermeintliche SEK-Übergriff nicht aufzuklären. Als während eines Konzerts von Garthmann Gruppe im Fischhaus Brandsätze gegen die Elbvertiefung entzündet werden, steht der Musiker und V-Mann in doppelter Hinsicht zwischen den Fronten.
Die kühl-pragmatische Karrierepolizistin Breuer und der intuitive Seiteneinsteiger Garthmann, dessen Konzertaktivitäten als Pianist und Alleinunterhalter seine Ermittlungsarbeit verschleiern, werden mehrfach kollidieren, da sich Breuer stets fragt, warum man ihr diesen Amateur beigeordnet hat. Aber Garthmanns Beobachtungsgabe und moralisches Gespür werden ihr mehrfach die beste Richtung vorgeben.

## Hintergrund
Nach dem ersten Teil der Hamburger Tatortreihe, Schmutzige Wäsche, dessen Geschichte und Figurengestaltung von Schriftsteller Frank Göhre vorgenommen wurde, übernahm hier zum dritten Mal Matthias Wittekindt die Vorlage. Im Folgenden wurde die Reihe des Hamburger Radio-Tatorts neben Wittekindt (Tod eines Tauchers, Die gelben Laster, Störtebekers Rache, Totalverlust, Die blaue Jacht) von Elisabeth Herrmann (Schlick, Versunkene Gräber, Chicken Highway) gestaltet.
Martin Reinke wurde im Interview darauf angesprochen, dass er die Rolle des Jac Garthmann sehr „hamburgerisch“ angelegt hätte: „Das ist eine Art Liebeserklärung an meine Heimatstadt Hamburg. Ich bin ja Bühnenschauspieler und hatte leider nur einmal die Gelegenheit, auf der Bühne zu hamburgern. Und jetzt habe ich endlich mit Jac Garthmann das Glück, ihn sprachlich so zu färben.“
Dass sich in Hamburg-Moorburg, dem ältesten Stadtteil Hamburgs südlich der Elbe, Störtebekers Bucht befindet, ist Fiktion des Autors.

## Rezension

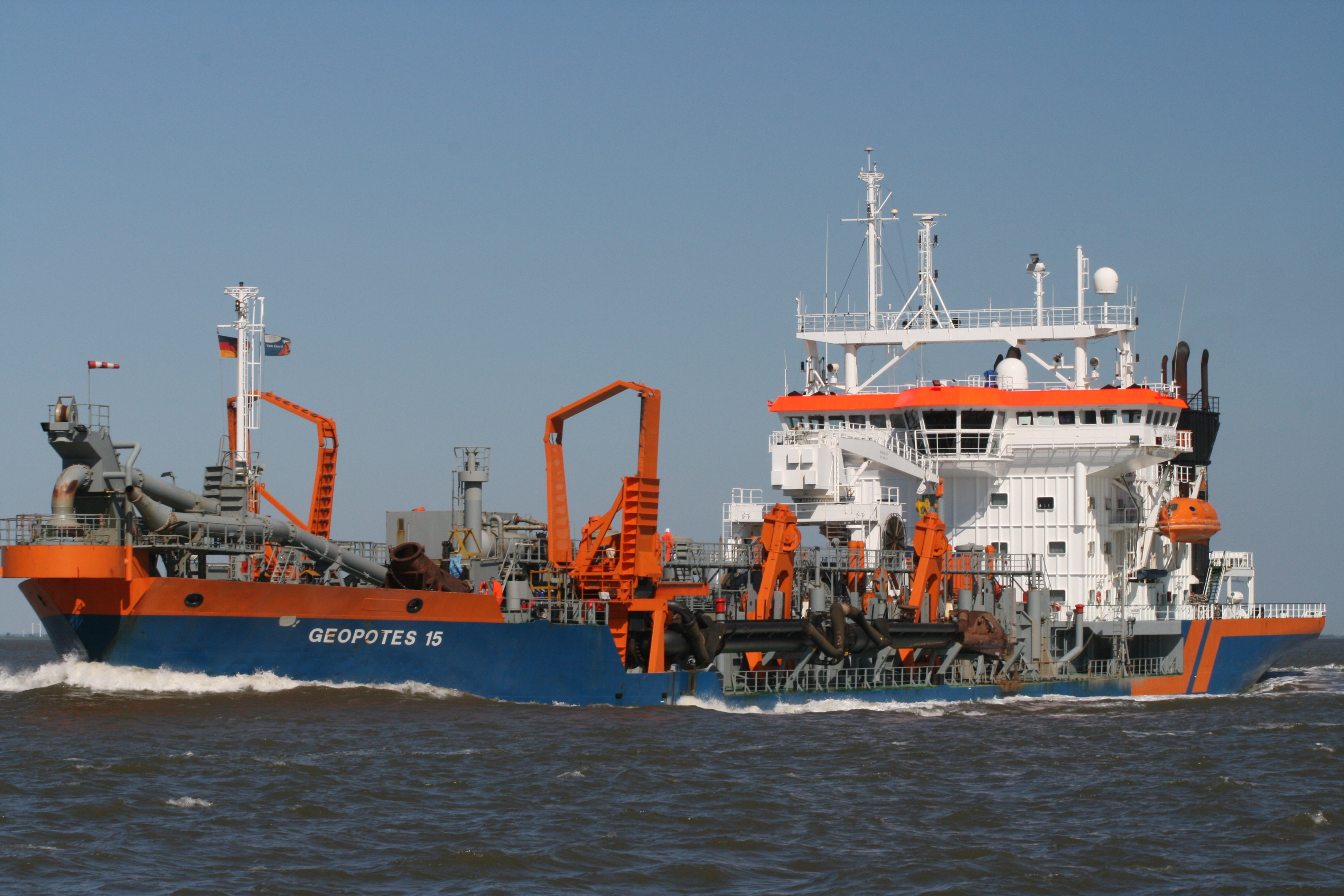
Saugbagger „Geopotes 15“ vollbeladen am 4. Mai 2007 elbabwärts vor Cuxhaven

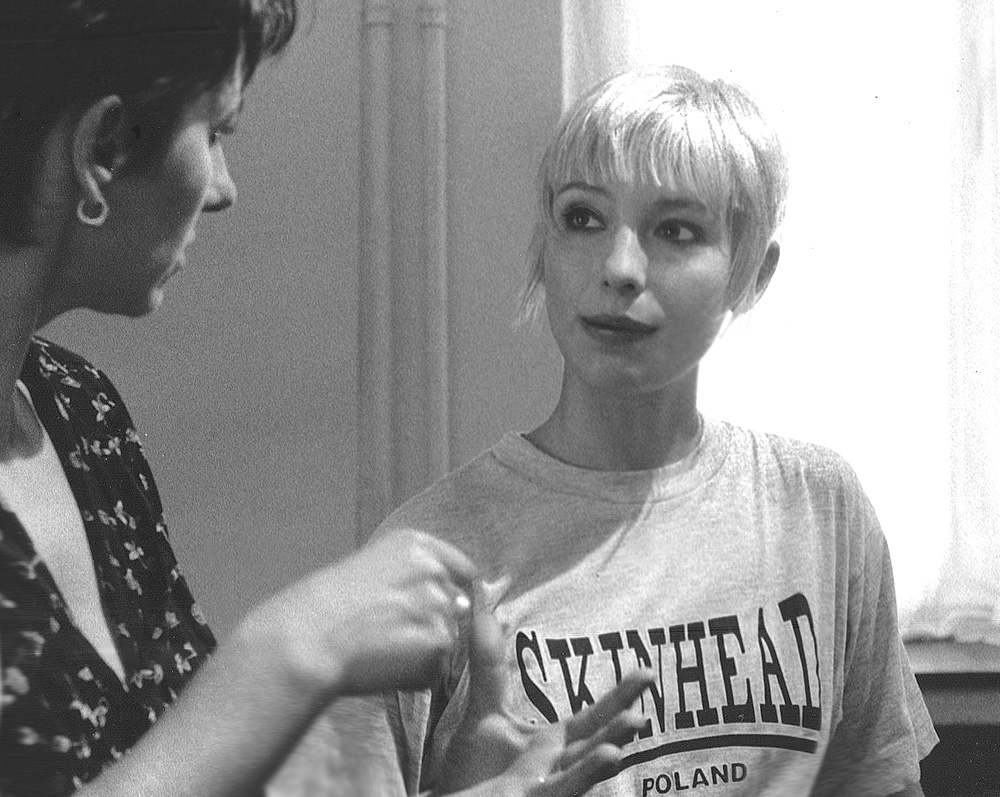
Sandra Borgmann, Sprecherin der Hauptkommissarin Bettina Breuer

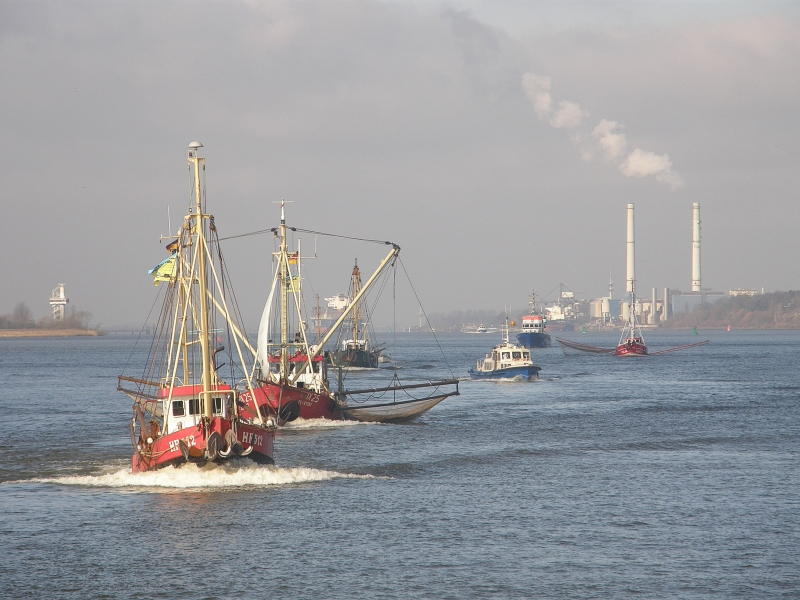
Kutterdemonstration in der Fahrrinne vor Hamburg-Blankenese zum Auftakt der Anhörungen am 19. März 2009

- „Bei "Störtebekers Rache" bin ich ziemlich hin- und hergerissen. Zum einen ist der Plot ziemlich interessant und bietet gute Ansätze, andererseits hat die Geschichte auch einige Macken, die mir zumindest den Hörgenuss verhagelt haben. Ein großes Manko beginnt gleich am Anfang: Die musikalische Untermalung. Das übliche und originelle Jac Gartmann-Klavierspiel wird hier für Protestsongs mißbraucht, die – um es mal vorsichtig auszudrücken – wenig Hitpotential haben. Leider ist dies ein wiederkehrendes Element ist, was sich negativ auf den Unterhaltungswert auswirken dürfte. Es ist allerdings nicht nur eine musikalische Geschmacksfrage, es wirkt leider viel zu aufgesetzt, um authentisch zu wirken und führt dazu, dass die gesamte Demonstrationsgeschichte etwas unglaubwürdiger wirkt, als sie von der sonstigen Darstellung her gesehen ist. Der Plot enthält interessante Elemente, wirkt aber etwas konstruiert und in einigen Bereichen etwas zu klischeehaft. Auch die schauspielerischen Leistungen haben mich nicht restlos überzeugt, was aber auch daran liegt, das einige Figuren nur wenig greifbar werden. In meinen Augen, hat man das Jubiläum des 25. Radiotatorts etwas vergeigt. Die Geschichte hat zwar gute Ansätze und Elemente, das Ergebnis entspricht aber inhaltlich und formal nicht der Qualität, die man zuletzt beim Radiotatort hören durfte. Unter Berücksichtigung der Möglichkeiten und Rahmenbedingungen der Produktion, hätte man hier sicherlich in allen Bereichen mehr erwarten dürfen.“[4]
- „In den Medien, in denen die Hinweise auf Rundfunksendungen, wenn überhaupt noch vorhanden, nur noch mit der Lupe gefunden werden konnten, wird der Hörfunk wieder wahrgenommen. Und die Kritiken – ganz gleich wie sie ausfallen – sie sind sogar ausführlich!“[5]